# Langeveen
Langeveen (52° 28′ N, 6° 43′ L) é uma cidade dos Países Baixos, na província de Overijssel. Langeveen pertence ao município de Tubbergen, e está situada a 13 km, a norte de Almelo.
Em 2001, a cidade de Langeveen tinha 573 habitantes. A área urbana da cidade é de 0.16 km², e tem 179 residências. 
A área de Langeveen, que também inclui as partes periféricas da cidade, bem como a zona rural circundante, tem uma população estimada em 1300 habitantes.